# Jaggid-Lim
Jaggid-Lim – amorycki król miasta-państwa Mari panujący w 2 połowie XIX wieku p.n.e., ojciec Jahdun-Lima. Niewiele wiadomo o tym władcy, poza tym, iż zawarł on traktat pokojowy z Ilu-kabkabi, władcą sąsiadującego z Mari miasta-państwa Terqa, by następnie popaść z nim w konflikt.